# 前254年
| 千纪： | 前1千纪 |
| 世纪： | 前4世纪 \| 前3世纪 \| 前2世纪                                                                                         |
| 年代： | 前280年代 \| 前270年代 \| 前260年代 \| 前250年代 \| 前240年代 \| 前230年代 \| 前220年代                               |
| 年份： | 前259年 \| 前258年 \| 前257年 \| 前256年 \| 前255年 \| 前254年 \| 前253年 \| 前252年 \| 前251年 \| 前250年 \| 前249年 |
| 纪年： | 齊王建十一年 趙孝成王十二年 魏安僖王二十三年 韓桓惠王十九年 秦昭襄王五十三年 楚考烈王九年 衛懷君三十九年 燕王喜元年   |

## 大事记
- 衞國成为魏国的附庸国，魏国灭陶国，秦国攻魏国。
- 韩桓惠王赴秦朝拜。
- 燕国筑长城防东胡。
- 李冰被派为蜀守。
- 罗马共和国占领巴勒莫市。

## 出生
- 普劳图斯，古罗马诗人（约逝世于184年）
- 费边·皮克托，古罗马史学家（逝世年月不明）